# La Bruère-sur-Loir
La Bruère-sur-Loir est une commune française, située dans le département de la Sarthe en région Pays de la Loire, peuplée de 250 habitants.
La commune fait partie de la province historique de l'Anjou, et se situe dans le Baugeois.

## Géographie

### Localisation

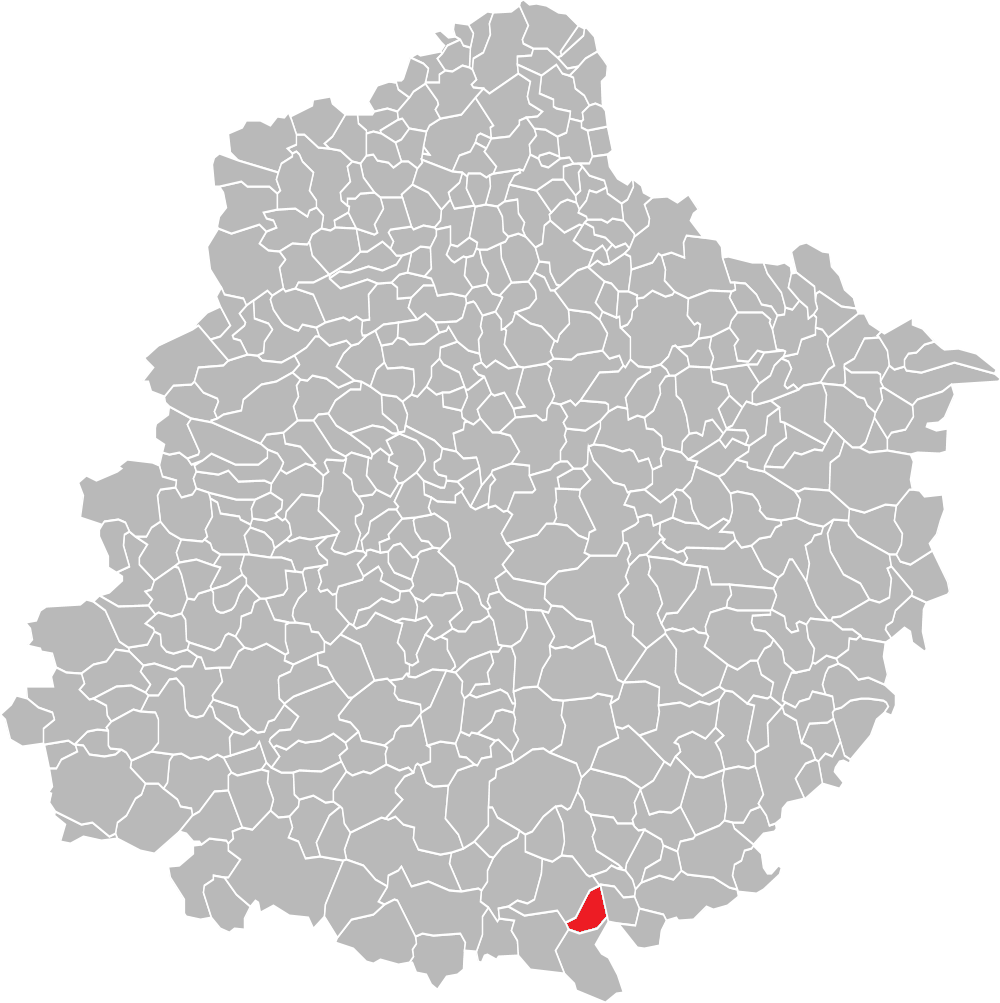
Localisation de La Bruère-sur-Loir dans le département de la Sarthe.

La Bruère-sur-Loir, commune du sud du département de la Sarthe, est située au cœur du Maine angevin. Le village se trouve, en distances orthodromiques, à 39,9 km au sud du Mans, la préfecture du département, et à 7,1 km au sud-ouest de Château-du-Loir, la ville la plus proche. Les communes limitrophes sont Vaas, Montval-sur-Loir, Nogent-sur-Loir, Chenu et Saint-Germain-d'Arcé.
| Vaas                 |                    | Montval-sur-Loir |
|                      | La Bruère-sur-Loir | Nogent-sur-Loir  |
| Saint-Germain-d'Arcé | Chenu              |                  |

### Géologie et relief
La superficie de la commune est de 1 147 hectares. L'altitude varie entre 40 et 88 mètres. Le point le plus haut se situe au sud, à la limite communale avec Chenu, tandis que le point le plus bas se situe sur le Loir, à l'ouest, à l'endroit où la rivière quitte le territoire communal en direction de Vaas.

### Hydrographie
Le principal cours d'eau de La Bruère est le Loir, qui borde la commune au nord.

### Climat
Pour des articles plus généraux, voir Climat des Pays de la Loire et Climat de la Sarthe.
En 2010, le climat de la commune est de type climat océanique dégradé des plaines du Centre et du Nord, selon une étude du CNRS s'appuyant sur une série de données couvrant la période 1971-2000. En 2020, Météo-France publie une typologie des climats de la France métropolitaine dans laquelle la commune est dans une zone de transition entre le climat océanique et le climat océanique altéré et est dans la région climatique  Moyenne vallée de la Loire, caractérisée par une bonne insolation (1 850 h/an) et un été peu pluvieux. 
Pour la période 1971-2000, la température annuelle moyenne est de 11,3 °C, avec une amplitude thermique annuelle de 14,6 °C. Le cumul annuel moyen de précipitations est de 681 mm, avec 11,1 jours de précipitations en janvier et 7,3 jours en juillet. Pour la période 1991-2020, la température moyenne annuelle observée sur la station météorologique de Météo-France la plus proche, sur la commune de Saint-Christophe-sur-le-Nais à 10 km à vol d'oiseau, est de 12,1 °C et le cumul annuel moyen de précipitations est de 682,2 mm,. Pour l'avenir, les paramètres climatiques de la commune estimés pour 2050 selon différents scénarios d'émission de gaz à effet de serre sont consultables sur un site dédié publié par Météo-France en novembre 2022.

## Urbanisme

### Typologie
Au 1er janvier 2024, La Bruère-sur-Loir est catégorisée commune rurale à habitat dispersé, selon la nouvelle grille communale de densité à sept niveaux définie par l'Insee en 2022.
Elle est située hors unité urbaine. Par ailleurs la commune fait partie de l'aire d'attraction de Montval-sur-Loir, dont elle est une commune de la couronne,. Cette aire, qui regroupe 12 communes, est catégorisée dans les aires de moins de 50 000 habitants,.

### Occupation des sols
L'occupation des sols de la commune, telle qu'elle ressort de la base de données européenne d’occupation biophysique des sols Corine Land Cover (CLC), est marquée par l'importance des territoires agricoles (79,6 % en 2018), en diminution par rapport à 1990 (84,8 %). La répartition détaillée en 2018 est la suivante : 
prairies (32,9 %), terres arables (25 %), zones agricoles hétérogènes (21,8 %), forêts (14,9 %), eaux continentales (5,5 %). L'évolution de l’occupation des sols de la commune et de ses infrastructures peut être observée sur les différentes représentations cartographiques du territoire : la carte de Cassini (XVIIIe siècle), la carte d'état-major (1820-1866) et les cartes ou photos aériennes de l'IGN pour la période actuelle (1950 à aujourd'hui).

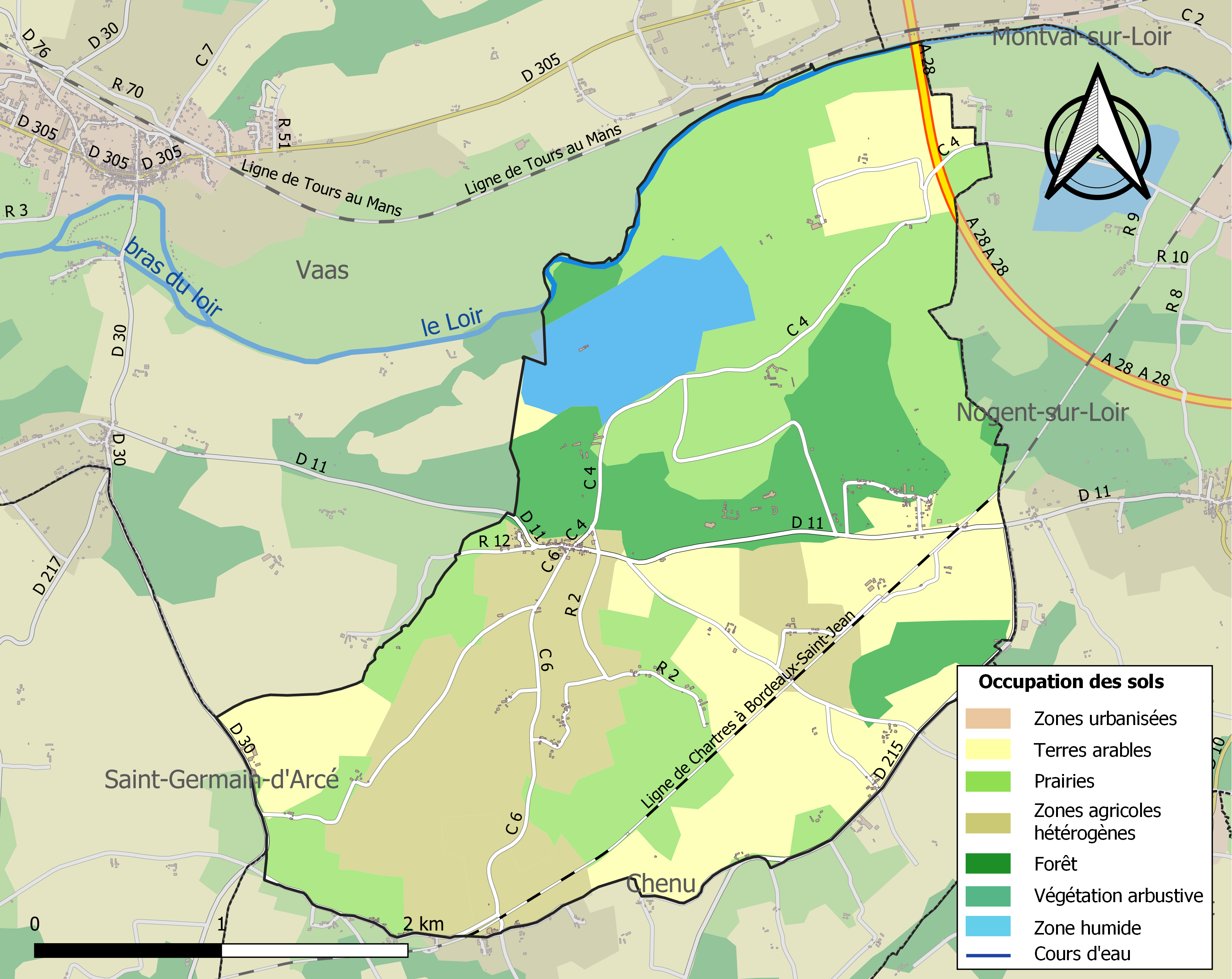
Carte des infrastructures et de l'occupation des sols de la commune en 2018 (CLC).

### Voies de communication et transports
La Bruère-sur-Loir est desservie par la RD 11, qui entre sur le territoire à l'ouest depuis les Halles (commune de Vaas, et repart vers l'est en direction du Gué-de-Mézières (commune de Nogent-sur-Loir). L'autoroute A28 (axe Le Mans-Tours) passe à La Bruère sur une faible distance au nord de la commune. L'échangeur le plus proche est situé sur la commune de Montabon, à près de 8 km.

## Toponymie

### Anciens noms de la commune
- en 1156 : Brueria[17].
- en 1283 : La Bruiere.
- en 1320 : La Bruyère.
- en 1579 : La Bruere[18].
- en 1933 : La Bruère-sur-Loir.

### Origine du nom
La commune tire son nom du terme latin ancien brucaria dérivé du gaulois brucus, qui signifie bruyère et explique quelle était la nature du sol. Une autre explication avancée par Maurice Bouvier-Ajam dans son ouvrage sur Dagobert serait que le nom dériverait du nom de Bruère, veuve de Brunulf, lui-même frère de la seconde épouse de Clotaire II, qui aurait possédé un domaine en ce lieu.
La Bruère étant aux confins de trois provinces — le Maine, l'Anjou et la Touraine — des risques de confusion existaient, notamment avec le lieu-dit du même nom sur la commune de La Flèche.
Le 28 février 1932, le conseil municipal présidé par Pierre Sartron pris la délibération suivante : « Considérant qu'il y aurait lieu d'adjoindre un nom de complément au nom ordinaire de la commune pour éviter toute confusion, le conseil municipal après en avoir délibéré décide que la commune portera désormais le nom de La Bruère-sur-Loir ». Cette décision sera officialisée le 2 avril 1933 par publication au Journal officiel.
Le gentilé est Bruérois.

## Histoire

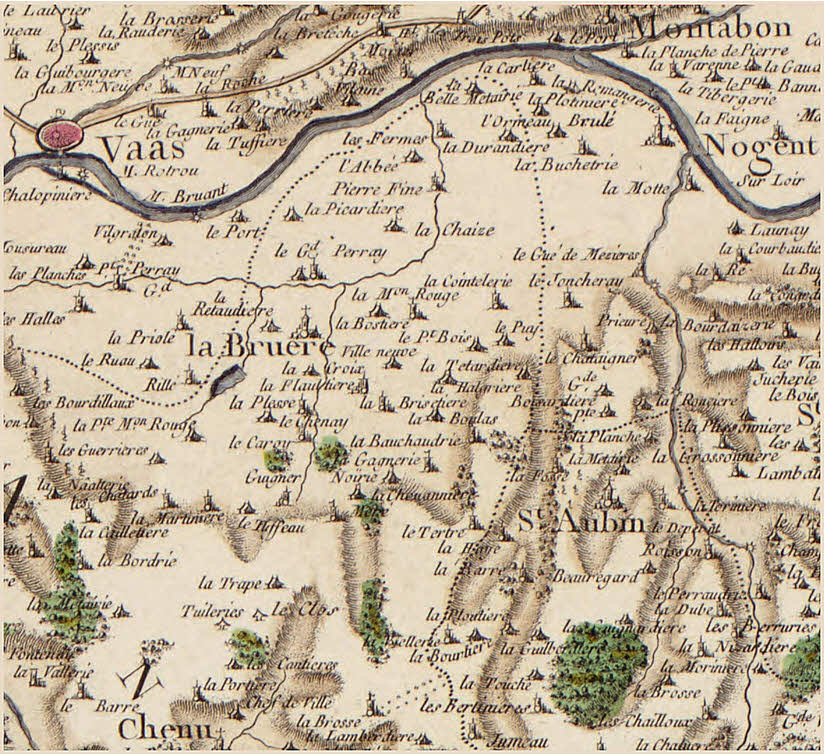
Carte de Cassini de La Bruère, XVIIIe siècle.

### Anciennes dépendances
Sous l'Ancien Régime, La Bruère dépendait de la sénéchaussée de La Flèche et du tribunal spécial ou « grenier à sel » du Lude jusqu'en 1727, puis du grenier à sel de Château-du-Loir. La Bruère était en « pays de grande gabelle » : chaque paroissien devait acheter une quantité obligatoire de sel, lourdement taxée.
La Bruère appartenait à la province d'Anjou et répondait à la coutume d'Anjou.
Elle dépendait de la généralité de Tours et de l'élection et subdélégation de Baugé.

### Seigneurie de paroisse
La seigneurie de La Bruère appartenait aux chanoines du chapitre Saint-Martin de Tours, propriétaires sur la paroisse de la châtellenie de La Chaise.
Tous les fiefs de La Bruère, y compris les seigneuries du Grand Perray et de la Maison-Rouge devaient verser une redevance à cette châtellenie et rendre aveu à ses représentants. Les chanoines se partageaient l’administration de la paroisse avec le comte d’Anjou. En 1327, une transaction fut conclue entre les chanoines et Charles de Valois, décidant que la haute justice pour La Bruère et Chenu appartiendrait désormais au comte d’Anjou.
Le chapitre Saint-Martin de Tours était le siège de la prévôté d’Anjou, composée de sept châtellenies, dont La Bruère et Chenu. À partir de 1599, en vertu de lettres patentes d’Henri IV, la justice temporelle de la prévôté fut attribuée à la sénéchaussée de La Flèche. Puis le comte du Lude, Henri de Daillon, seigneur du Grand Perray, céda en 1669 ses droits seigneuriaux sur La Bruère au prévôt d’Anjou. Ce dernier y exerça alors haute, moyenne et basse justice.

### Après la Révolution
Après la Révolution, la commune fut d'abord rattachée en 1790 au canton de Vaas, puis au canton du Lude à partir de 1808.
En 1790, l’Assemblée nationale décrète que la France sera divisée en 83 départements, qui auront chacun des districts, des cantons et des municipalités.
Les districts étaient composés de douze membres, dont quatre forment le directoire, et les huit autres le conseil général. Les cantons sont formés de plusieurs municipalités. Le canton de Vaas, qui appartenait au district de Château-du-Loir, était composé de six communes, dont La Bruère : Vaas (chef-lieu), Aubigné, la Bruère, Chenu, Saint-Germain-d'Arcé et la Chapelle-aux-Choux.

## Politique et administration
| Période    | Période    | Identité                           | Étiquette | Qualité                               |
| ---------- | ---------- | ---------------------------------- | --------- | ------------------------------------- |
| 1792       | 1793       | Julien Robin                       |           | Laboureur                             |
| 1800       | 1801       | Jean Lucas                         |           | Maçon                                 |
| 1801       | 1802       | Julien Robin                       |           | Laboureur                             |
| 1802       | 1830       | Jacques de Savonnières             |           | Marquis, châtelain de la Maison-Rouge |
| 1830       | 1836       | Pierre Bruzeau                     |           |                                       |
| 1836       | 1837       | Louis Dufour                       |           | Maréchal-ferrant                      |
| 1837       | 1848       | Pierre Virette                     |           |                                       |
| 1848       | 1864       | René Bossay                        |           |                                       |
| 1864       | 1884       | Augustin de Jourdan de Savonnières |           | Comte, châtelain de la Maison-Rouge   |
| 1884       | 1900       | Jean-Baptiste Robineau             |           |                                       |
| 1900       | 1925       | Édouard Hurson                     |           |                                       |
| 1925       | 1947       | Pierre Sartron                     |           |                                       |
| 1947       | 1954       | Émile Robineau                     |           |                                       |
| 1954       | 1955       | Jacques de Jourdan de Savonnières  |           | Vicomte, châtelain de la Maison-Rouge |
| 1955       | 1959       | Adrien Gautier                     |           |                                       |
| 1959       | 1983       | Albert Cormier                     |           |                                       |
| 1983       | avril 2014 | Bernard Gervais                    | SE        | Artisan                               |
| avril 2014 | En cours   | Dominique Paquet                   | SE        | Chauffeur livreur                     |

## Démographie
L'évolution du nombre d'habitants est connue à travers les recensements de la population effectués dans la commune depuis 1793. Pour les communes de moins de 10 000 habitants, une enquête de recensement portant sur toute la population est réalisée tous les cinq ans, les populations de référence des années intermédiaires étant quant à elles estimées par interpolation ou extrapolation. Pour la commune, le premier recensement exhaustif entrant dans le cadre du nouveau dispositif a été réalisé en 2005.
En 2022, la commune comptait 250 habitants, en évolution de +1,63 % par rapport à 2016 (Sarthe : −0,25 %, France hors Mayotte : +2,11 %).
| 1793 | 1800 | 1806 | 1821 | 1831 | 1836 | 1841 | 1846 | 1851 |
| ---- | ---- | ---- | ---- | ---- | ---- | ---- | ---- | ---- |
| 380  | 370  | 384  | 370  | 357  | 395  | 402  | 410  | 405  |

| 1856 | 1861 | 1866 | 1872 | 1876 | 1881 | 1886 | 1891 | 1896 |
| ---- | ---- | ---- | ---- | ---- | ---- | ---- | ---- | ---- |
| 403  | 397  | 384  | 372  | 362  | 361  | 371  | 373  | 349  |

| 1901 | 1906 | 1911 | 1921 | 1926 | 1931 | 1936 | 1946 | 1954 |
| ---- | ---- | ---- | ---- | ---- | ---- | ---- | ---- | ---- |
| 362  | 368  | 350  | 280  | 265  | 291  | 294  | 290  | 302  |

| 1962 | 1968 | 1975 | 1982 | 1990 | 1999 | 2005 | 2006 | 2010 |
| ---- | ---- | ---- | ---- | ---- | ---- | ---- | ---- | ---- |
| 267  | 263  | 235  | 225  | 218  | 256  | 264  | 257  | 266  |

| 2015 | 2020 | 2022 | - | - | - | - | - | - |
| ---- | ---- | ---- | - | - | - | - | - | - |
| 250  | 248  | 250  | - | - | - | - | - | - |

## Économie
En 2010, le revenu fiscal médian par ménage était de 27 660 €, ce qui plaçait La Bruère-sur-Loir au 18 332e rang parmi les 31 525 communes de plus de 39 ménages en métropole.
En 2009, la population âgée de 15 à 64 ans s'élevait à 154 personnes, parmi lesquelles on comptait 71,6 % d'actifs dont 65,8 % ayant un emploi et 5,8 % de chômeurs.
On comptait 161 emplois dans la zone d'emploi, contre 126 en 1999. Le nombre d'actifs ayant un emploi résidant dans la zone d'emploi étant de 102, l'indicateur de concentration d'emploi est de 158,8 %, ce qui signifie que la zone d'emploi offre un peu plus de trois emplois pour deux habitants actifs.
Au 31 décembre 2010, La Bruère-sur-Loir comptait 30 établissements : 8 dans l’agriculture-sylviculture-pêche, 1 dans l'industrie, 4 dans la construction, 12 dans le commerce-transports-services divers et 5 étaient relatifs au secteur administratif. En 2011, deux entreprises ont été créées à La Bruère-sur-Loir.

## Culture locale et patrimoine

### Lieux et monuments
La Bruère-sur-Loir comporte trois châteaux et une église :

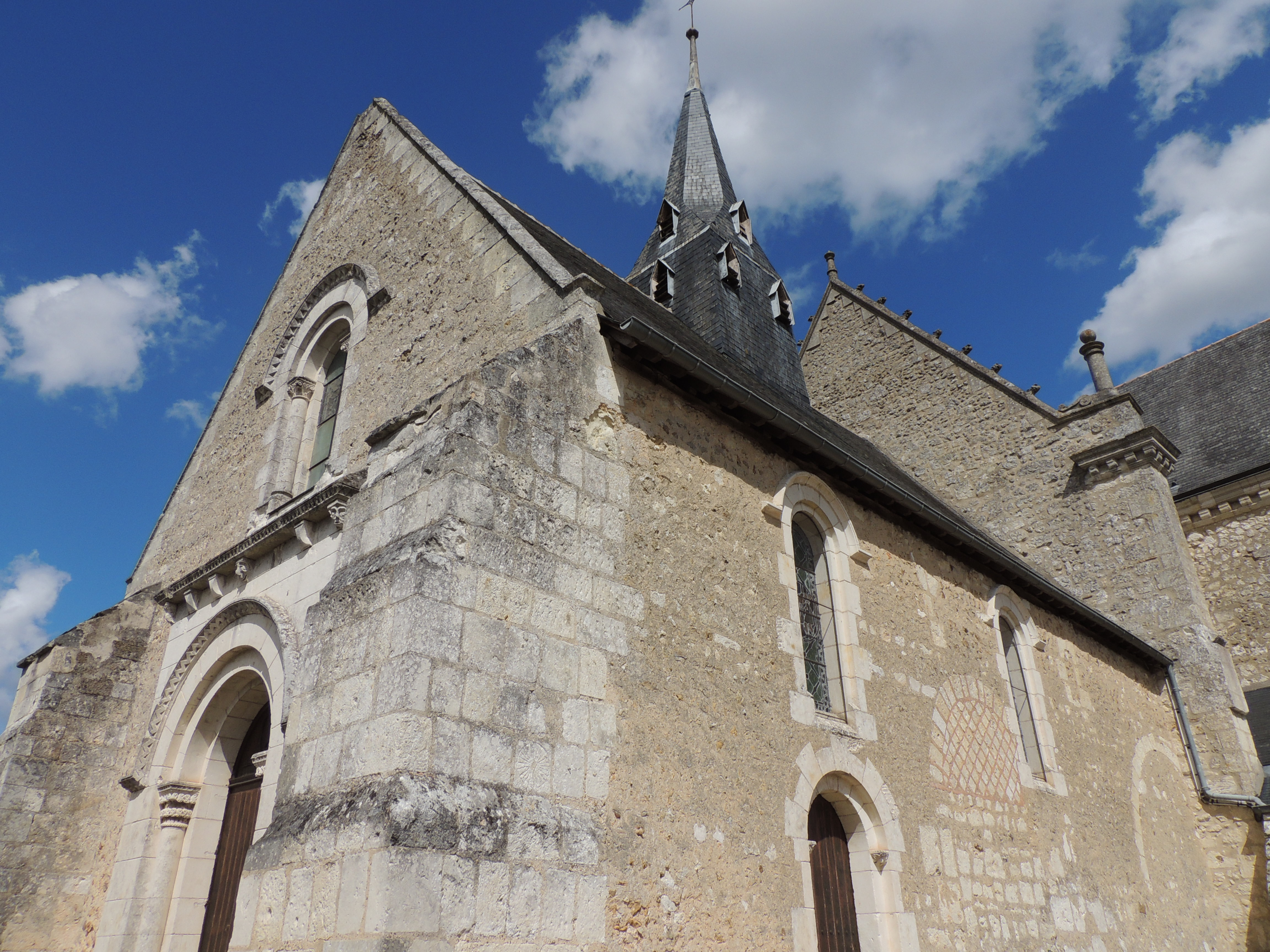
L'église Saint-Martin.

- Le château du Grand Perray, bâti à la fin du XVIIIe. Il a conservé des éléments d'une construction plus ancienne.
- Le château de la Maison Rouge.
- Le château de la Gagnerie.
- L'église Saint-Martin de La Bruère des XIe et XVIe siècles, protégée depuis 1912 par un classement au titre des Monuments historiques[29]. Son portail date du XIXe. Il y a la présence d'éléments d'époque carolingienne.

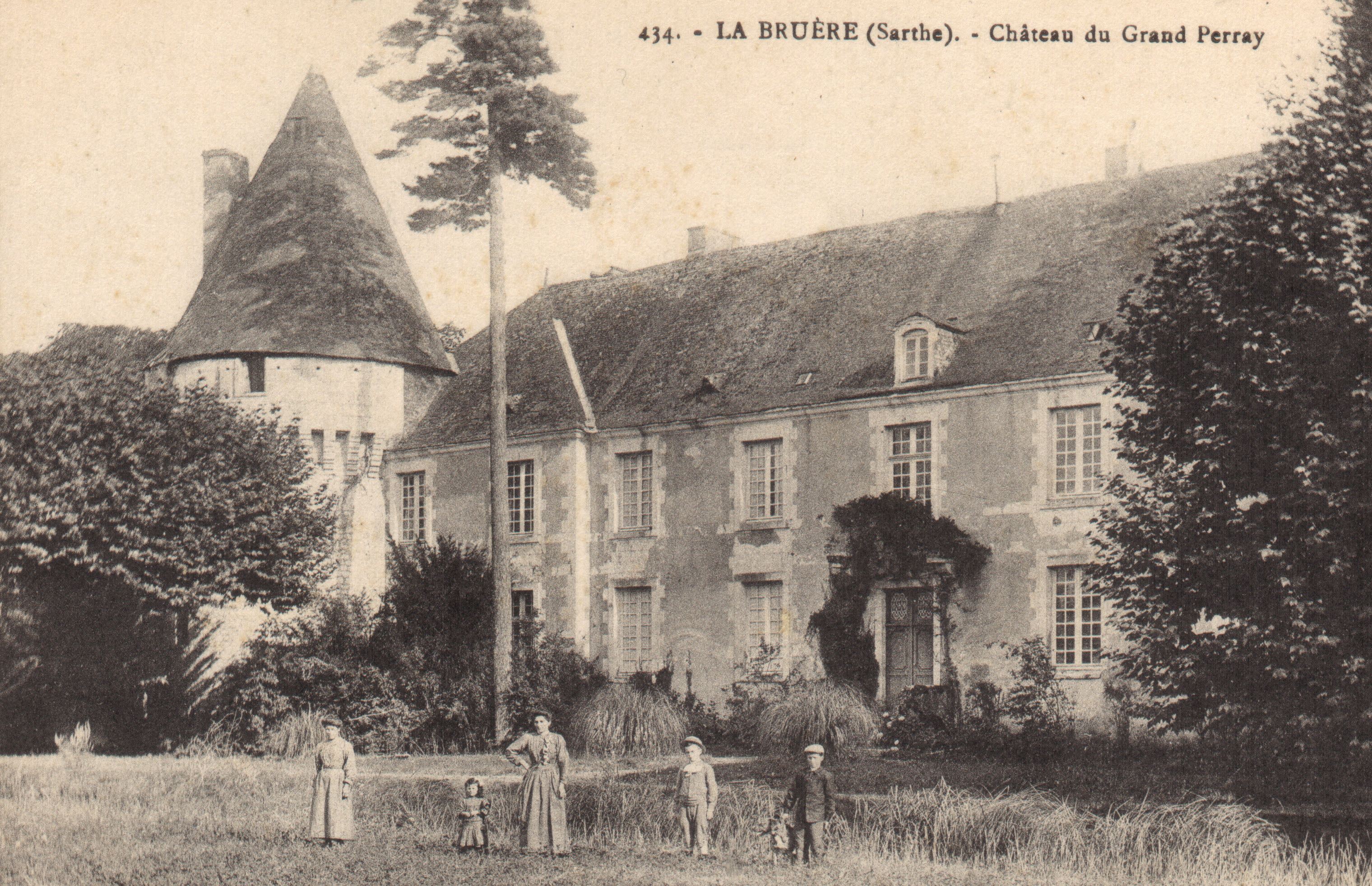
Le Grand Perray en 1900.
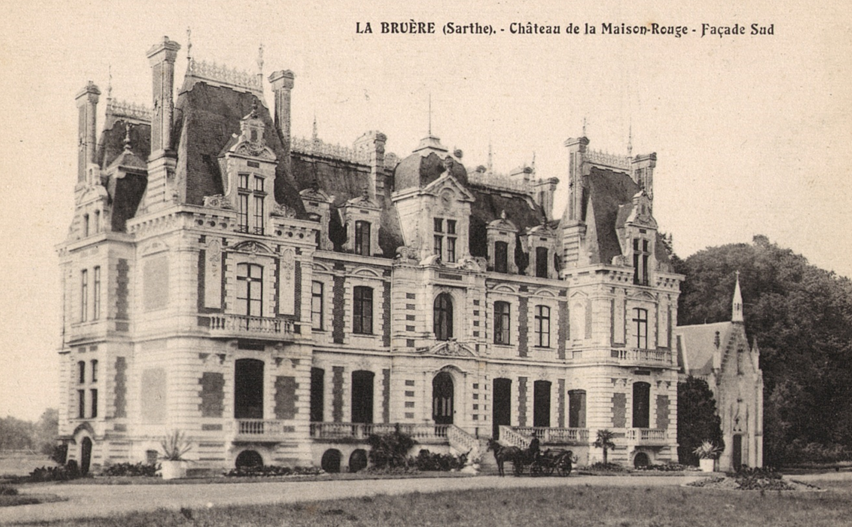
La Maison Rouge en 1900.
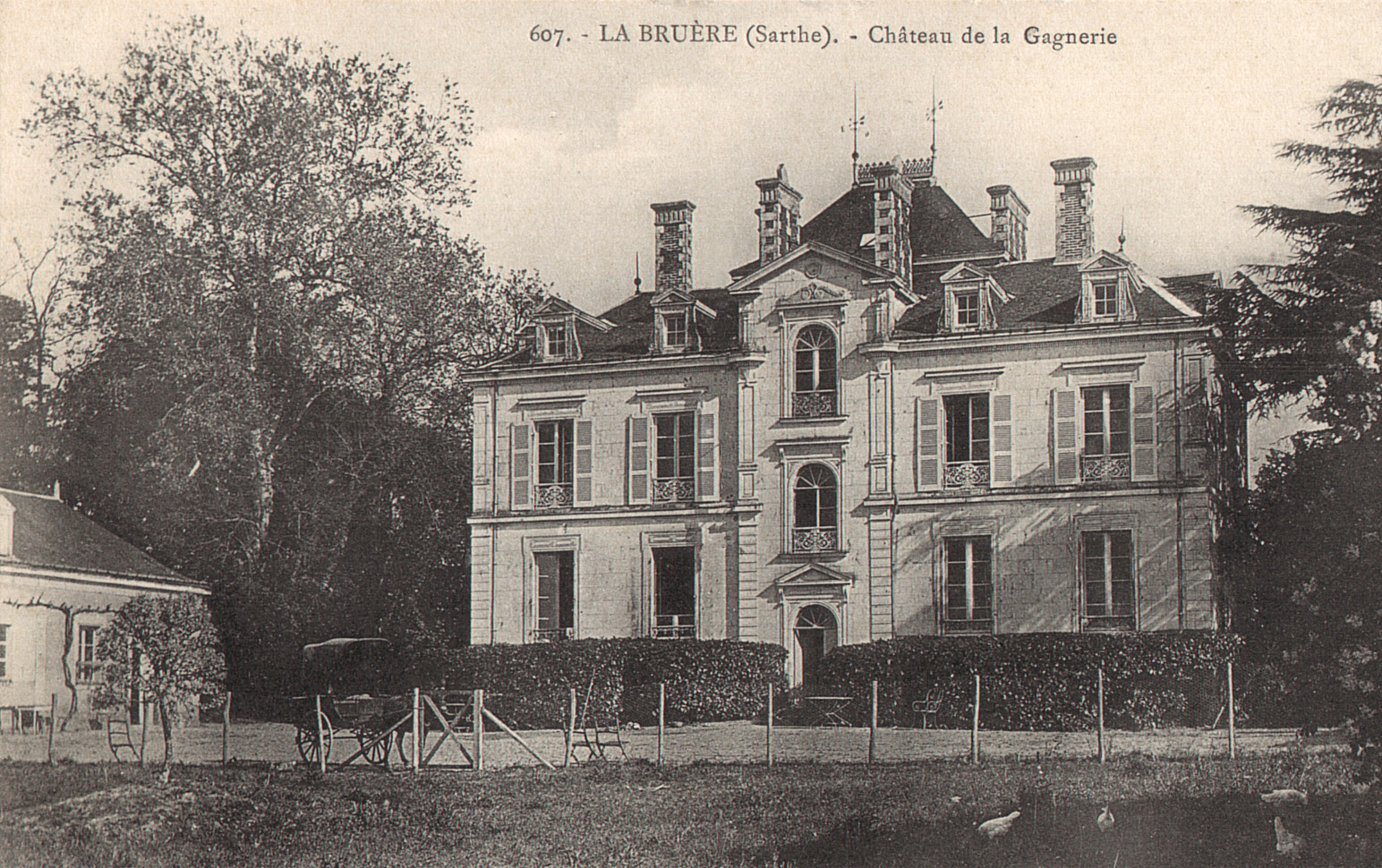
La Gagnerie en 1900.